# 精裝艦
精裝作戰系統為中華民國海軍接收美國海軍艾倫·M·桑拿級驅逐艦並於其基礎上加裝飛彈之作戰系統。

## 系統概述
1976年，於原美國海軍37系統（MK37 Fire Direction Radar System），加裝天使二型反艦飛彈，並完成精裝作戰系統試射驗收，將中華民國海軍正式帶入飛彈時代，使艾倫·M·桑拿級驅逐艦成為飛彈驅逐艦。
精裝作戰系統與武進作戰系統改裝之陽字號驅逐艦區分，被稱為精裝艦。

## 使用艦艇
裝備精裝作戰系統的陽字號驅逐艦共有三艘：衡陽艦（902）、華陽艦（903）、岳陽艦（905），以上皆已除役。